# Ähtäri
Ähtäri (Zweeds: Etseri) is een gemeente en stad in de Finse provincie West-Finland en in de Finse regio Zuid-Österbotten. De gemeente heeft een landoppervlakte van 805,82 km² en telt 5.406 inwoners (2022). Een van de belangrijkste attracties in de gemeente is de dierentuin.